# Scirpus polyphyllus
Scirpus polyphyllus là loài thực vật có hoa trong họ Cói. Loài này được Vahl miêu tả khoa học đầu tiên năm 1805.